# Einheitsmatrix
Die Einheitsmatrix oder Identitätsmatrix ist in der Mathematik eine quadratische Matrix, deren Elemente auf der Hauptdiagonale eins und überall sonst null sind. Die Einheitsmatrix ist im Ring der quadratischen Matrizen das neutrale Element bezüglich der Matrizenmultiplikation. Sie ist symmetrisch, selbstinvers, idempotent und hat maximalen Rang. Die Einheitsmatrix ist die Darstellungsmatrix der Identitätsabbildung eines endlichdimensionalen Vektorraums. Sie wird unter anderem bei der Definition des charakteristischen Polynoms einer Matrix, orthogonaler und unitärer Matrizen, sowie in einer Reihe geometrischer Abbildungen verwendet.

## Definition
Ist {\displaystyle R} ein Ring mit Nullelement {\displaystyle 0} und Einselement {\displaystyle 1}, dann ist die Einheitsmatrix {\displaystyle I_{n}\in R^{n\times n}} die quadratische Matrix
{\displaystyle I_{n}={\begin{pmatrix}1&0&\cdots &0\\0&1&\ddots &\vdots \\\vdots &\ddots &\ddots &0\\0&\cdots &0&1\end{pmatrix}}}.
Eine Einheitsmatrix ist demnach eine Diagonalmatrix, bei der alle Elemente auf der Hauptdiagonale gleich {\displaystyle 1} sind. Als Schreibweise ist neben {\displaystyle I_{n}} (von Identität) auch {\displaystyle E_{n}} (von Einheit) gebräuchlich. Falls die Dimension aus dem Kontext hervorgeht, wird auch häufig auf den Index {\displaystyle n} verzichtet und nur {\displaystyle I} beziehungsweise {\displaystyle E} geschrieben.

## Beispiele
Ist {\displaystyle R} der Körper der reellen Zahlen und bezeichnen {\displaystyle 0} und {\displaystyle 1} die Zahlen Null und Eins, so sind Beispiele für Einheitsmatrizen:
{\displaystyle I_{1}={\begin{pmatrix}1\end{pmatrix}},\ I_{2}={\begin{pmatrix}1&0\\0&1\end{pmatrix}},\ I_{3}={\begin{pmatrix}1&0&0\\0&1&0\\0&0&1\end{pmatrix}},\ I_{4}={\begin{pmatrix}1&0&0&0\\0&1&0&0\\0&0&1&0\\0&0&0&1\end{pmatrix}}}

## Eigenschaften

### Elemente
Die Elemente einer Einheitsmatrix lassen sich mit dem Kronecker-Delta
{\displaystyle \delta _{ij}=\left\{{\begin{matrix}1\quad {\text{falls}}\quad i=j\\0\quad {\text{falls}}\quad i\neq j\end{matrix}}\right.}
angeben. Die Einheitsmatrix der Größe {\displaystyle n\times n} kann so einfach durch
{\displaystyle I_{n}=(\delta _{ij})_{i,j\in \{1,\ldots ,n\}}}
notiert werden. Die Zeilen und Spalten der Einheitsmatrix sind die kanonischen Einheitsvektoren {\displaystyle e_{1},\ldots ,e_{n}}, und man schreibt entsprechend
{\displaystyle I_{n}=(e_{1},\ldots ,e_{n})},
wenn die Einheitsvektoren Spaltenvektoren sind.

### Neutralität
Für jede Matrix {\displaystyle A\in R^{m\times n}} gilt
{\displaystyle I_{m}\cdot A=A\cdot I_{n}=A}.
Demnach ergibt das Produkt aus einer beliebigen Matrix mit der Einheitsmatrix wieder die gleiche Matrix. Die Menge der quadratischen Matrizen bildet zusammen mit der Matrizenaddition und der Matrizenmultiplikation einen (nichtkommutativen) Ring {\displaystyle (R^{n\times n},+,\cdot )}. Die Einheitsmatrix ist dann das Einselement in diesem Matrizenring, also das neutrale Element bezüglich der Matrizenmultiplikation.

### Symmetrien
Die Einheitsmatrix ist symmetrisch, das heißt für ihre Transponierte gilt
{\displaystyle (I_{n})^{T}=I_{n}},
und selbstinvers, das heißt für ihre Inverse gilt ebenfalls
{\displaystyle (I_{n})^{-1}=I_{n}}.

### Kenngrößen
Für die Determinante der Einheitsmatrix gilt
{\displaystyle \operatorname {det} (I_{n})=1},
was eine der drei definierenden Eigenschaften einer Determinante ist. Für die Spur der Einheitsmatrix gilt
{\displaystyle \operatorname {spur} (I_{n})=n}.
Handelt es sich bei dem Ring um {\displaystyle \mathbb {Z} }, {\displaystyle \mathbb {Q} }, {\displaystyle \mathbb {R} } oder {\displaystyle \mathbb {C} }, erhält man demnach {\displaystyle \operatorname {spur} (I_{n})=n}. Das charakteristische Polynom der Einheitsmatrix ergibt sich als
{\displaystyle \chi _{I_{n}}(\lambda )=(\lambda -1)^{n}}.
Der einzige Eigenwert ist demnach {\displaystyle \lambda =1} mit Vielfachheit {\displaystyle n}. In der Tat gilt {\displaystyle I_{n}\cdot x=1\cdot x} für alle {\displaystyle x} des Moduls {\displaystyle R^{n}}. Ist {\displaystyle R} ein kommutativer Ring, so ist der Rang der Einheitsmatrix durch
{\displaystyle \operatorname {rang} (I_{n})=n}
gegeben.

### Potenzen
Die Einheitsmatrix ist idempotent, das heißt
{\displaystyle I_{n}\cdot I_{n}=I_{n}},
und sie ist die einzige Matrix mit vollem Rang mit dieser Eigenschaft. Für das Matrixexponential einer reellen oder komplexen Einheitsmatrix gilt damit
{\displaystyle \exp(I_{n})=\sum _{k=0}^{\infty }{\frac {(I_{n})^{k}}{k!}}=\sum _{k=0}^{\infty }{\frac {1}{k!}}\cdot I_{n}=e\cdot I_{n}},
wobei {\displaystyle e} die eulersche Zahl ist.

## Verwendung

### Lineare Algebra
Die Menge der regulären Matrizen der Größe {\displaystyle n\times n} bildet mit der Matrizenmultiplikation die allgemeine lineare Gruppe. Für alle Matrizen {\displaystyle A} dieser Gruppe und ihre Inversen {\displaystyle A^{-1}} gilt dann
{\displaystyle A^{-1}\cdot A=A\cdot A^{-1}=I_{n}}.
Das Zentrum dieser Gruppe sind gerade die Vielfachen (ungleich null) der Einheitsmatrix. Für eine orthogonale Matrix {\displaystyle A\in \mathbb {R} ^{n\times n}} gilt nach Definition
{\displaystyle A\cdot A^{T}=A^{T}\cdot A=I_{n}}
und entsprechend dazu für eine unitäre Matrix {\displaystyle A\in \mathbb {C} ^{n\times n}}
{\displaystyle A\cdot A^{H}=A^{H}\cdot A=I_{n}}.
Diese Matrizen bilden jeweils Untergruppen der entsprechenden allgemeinen linearen Gruppe. Die nullte Potenz einer quadratischen Matrix {\displaystyle A\in R^{n\times n}} wird als
{\displaystyle A^{0}=I_{n}}
festgelegt. Weiter wird die Einheitsmatrix bei der Definition des charakteristischen Polynoms
{\displaystyle \chi _{A}(\lambda )=\det(A-\lambda I_{n}).}
einer quadratischen Matrix verwendet. Die Einheitsmatrix ist die Darstellungsmatrix der Identitätsabbildung {\displaystyle \operatorname {id} \colon V\to V} eines endlichdimensionalen Vektorraums {\displaystyle V}.

### Geometrie
In der analytischen Geometrie werden Einheitsmatrizen unter anderem bei der Definition folgender Abbildungsmatrizen {\displaystyle T} verwendet:
- Punktspiegelung am Koordinatenursprung:
 {\displaystyle T=-I}
- Zentrische Streckung mit dem Streckungsfaktor {\displaystyle m>0} und dem Ursprung als Zentrum:
 {\displaystyle T=m\cdot I}
- Spiegelung an einer Ursprungsgerade mit Einheits-Richtungsvektor {\displaystyle v}:
 {\displaystyle T=2vv^{T}-I}
- Spiegelung an einer Ursprungsgerade (2D) oder Ursprungsebene (3D) mit Einheits-Normalenvektor {\displaystyle n}:
 {\displaystyle T=I-2nn^{T}}
- Projektion auf den Komplementärraum, wenn {\displaystyle P} eine Projektionsmatrix auf eine Ursprungsebene oder -gerade ist:
 {\displaystyle T=I-P}

## Programmierung
In dem numerischen Softwarepaket MATLAB wird die Einheitsmatrix der Größe {\displaystyle n\times n} durch die Funktion eye(n) erzeugt. In Mathematica erhält man die Einheitsmatrix durch IdentityMatrix[n]. In der Python-Bibliothek numpy wird eine Einheitsmatrix durch numpy.identity(n) erzeugt. Die Funktion numpy.eye(N, M, k) mit N=Zeilen, M=Spalten und k=Position der Hauptdiagonalen, bietet eine allgemeinere Möglichkeit, Diagonalarrays, mit Einsen zu erzeugen.